# Liste des régents de Grèce
Cet article dresse la liste des régents du royaume de Grèce.

## Règne d'OthonIer
| Portrait                                                 | Titulaire | Début de la régence | Fin de la régence                                 |
| -------------------------------------------------------- | --- | ------------------- | ------------------------------------------------- |
| Conseil de régence pendant la minorité du roi Othon Ier. | |                     |                                                   |
|                                                          | Premier conseil de régence : Joseph Ludwig von Armansperg, Carl Wilhelm von Heideck, Georg Ludwig von Maurer | 6 février 1833      | 21 juillet 1834 Remplacement d'Heideck et Maurer. |
|                                                          | Second conseil de régence : Joseph Ludwig von Armansperg, Egid von Kobell, Johann Baptist von Greiner        | 21 juillet 1834     | 1er juin 1835 Majorité du roi Othon Ier.          |

Après leur mariage en 1836, pendant les maladies et les absences d'Othon Ier de la capitale, la reine Amélie assume les fonctions de régente.

## Règne deGeorgesIer
| Portrait                                                 | Titulaire                                                 | Début de la régence | Fin de la régence                           |
| -------------------------------------------------------- | --------------------------------------------------------- | ------------------- | ------------------------------------------- |
| Régence pendant la tournée du roi Georges Ier en Europe. |                                                           |                     |                                             |
|                                                          | Prince Jean de Schleswig-Holstein-Sonderbourg-Glücksbourg | 22 avril 1867       | 24 novembre 1867 Retour du roi Georges Ier. |

## Interrègne
| Portrait                                       | Titulaire                           | Début de la régence | Fin de la régence                |
| ---------------------------------------------- | ----------------------------------- | ------------------- | -------------------------------- |
| Régence après la mort du roi Alexandre Ier.    |                                     |                     |                                  |
|                                                | Amiral Pávlos Koundouriótis         | 25 octobre 1920     | 18 novembre 1920 Démissionnaire. |
| Régence jusqu'au retour du roi Constantin Ier. |                                     |                     |                                  |
|                                                | Reine Olga Constantinovna de Russie | 18 novembre 1920    | 11 décembre 1920 Référendum.     |

## Premier règne deGeorgesII
| Portrait | Titulaire                   | Début de la régence | Fin de la régence |
| --- | --------------------------- | ------------------- | --- |
| Régence en raison du départ du roi Georges II du pays dans l'attente d'un référendum sur l'abolition de la monarchie. |                             |                     | |
| | Amiral Pávlos Koundouriótis | 20 décembre 1923    | 25 mars 1924 Abolition de la monarchie. Maintenu dans ses fonctions de chef de l'État et élu président de la République hellénique le 24 mai 1924. |

## Second règne deGeorgesII
| Portrait | Titulaire                              | Début de la régence | Fin de la régence                                                          |
| --- | -------------------------------------- | ------------------- | -------------------------------------------------------------------------- |
| Régence entre le coup d'État du 10 octobre 1935 qui abolit la Deuxième République hellénique et l'arrivée de Georges II en Grèce. |                                        |                     |                                                                            |
| | Général Geórgios Kondýlis              | 10 octobre 1935     | 22 novembre 1935 Simultanément Premier ministre jusqu'au 30 novembre 1935. |
| Régence entre les Dekemvrianá et le plébiscite sur la monarchie de 1946.                                                          |                                        |                     |                                                                            |
| | Archevêque-primat Damaskinos d'Athènes | 31 décembre 1944    | 1er septembre 1946                                                         |

## Règne dePaulIer
| Portrait                                                                   | Titulaire                    | Début de la régence | Fin de la régence                 |
| -------------------------------------------------------------------------- | ---------------------------- | ------------------- | --------------------------------- |
| Régence en raison de la convalescence du roi Paul Ier après une opération. |                              |                     |                                   |
|                                                                            | Diadoque Constantin de Grèce | 20 février 1964     | 6 mars 1964 Mort du roi Paul Ier. |

## Règne deConstantinII
| Portrait | Titulaire                     | Début de la régence | Fin de la régence                                                                                         |
| --- | ----------------------------- | ------------------- | --- |
| Régence en raison de l'exil du roi Constantin II après l'échec du contre-coup d'État du 13 décembre 1967 contre la dictature des colonels. |                               |                     | |
| | Colonel Geórgios Zoitákis     | 13 décembre 1967    | 21 mars 1972 Démis de ses fonctions et remplacé par Geórgios Papadópoulos.                                |
| | Colonel Geórgios Papadópoulos | 21 mars 1972        | 1er juin 1973 S'autoproclame chef de l'État grec après le coup d'État avorté de la Marine le 25 mai 1973. |